# Szakcs
Szakcs is een plaats (község) en gemeente in het Hongaarse comitaat Tolna. Szakcs telt 1026 inwoners (2001).